# Silver Spoons
Silver Spoons ("Colheres De Prata" no Brasil) foi uma sitcom norte-americana que foi ao ar na NBC a partir de 25 de setembro de 1982 a 11 de maio de 1986 e em syndication primeira execução desde 15 de setembro de 1986 a 4 de março de 1987. A série foi produzida pela Embaixada da televisão para as primeiras quatro temporadas, até que a Embaixada Comunicações mudou a série para distribuição.

## Sinopse
O título da mostra é baseada na expressão que as crianças ricas nascem com uma "colher de prata" em sua boca, o que implica que elas são dadas apenas trabalho muito melhor e por nada. É também um prazo para a riqueza da família.
No episódio piloto, Ricky Stratton (Ricky Schroder) chega à mansão do pai que ele nunca se reuniu para apresentar-se, mover-se e ficar para conhecê-lo melhor. Stratton Edward III (interpretado por Joel Higgins) sintetizou a expressão "filho do mato", sem nunca ter responsabilidade por nada em toda a sua vida, incluindo seu setor de brinquedos Toys chamado Eddie, que mostrou no piloto como ele tentou tomar sua mente fora do fato de seu sócio desviado algum do seu dinheiro. O ancião Stratton acha que seu filho é muito nervoso e precisa sair e se divertir enquanto ele ainda é jovem. pai de Edward é interpretado por John Houseman, em um papel recorrente como o patriarca pensativa, bem-fazer e industrial cujo comportamento isso contrasta fortemente com Edward e parece mais semelhante ao de Ricky (no início).
a mãe de Ricky Evelyn Bluedhorn (com quem Edward tinha um relacionamento amoroso que levou a um casamento que durou uma semana, interpretada recorrentemente por Christine Belford) o colocou em um colégio militar depois de se casar novamente, pensando que Ricky seria o caminho. Escusado será dizer, Edward ficou surpreso ao descobrir que seu casamento de curta duração com Evelyn tinha produzido um filho. Depois de inicialmente enviar Ricky volta para o internato, Edward muda de ideia e decide surpreender o seu filho por se vestir como um monstro do pântano Ricky dizer que iria deixá-lo viver com ele na mansão.
Os centros de série sobre Ricky e seu único pai de Edward. Como um garoto dono de um império multinacional de brinquedos, Edward vive em uma mansão que é abastecido com jogos de arcade e tem um trem de carga escala do modelo que roda toda a casa. exposições de Edward sua infantilidade e ludicidade em muitos comportamentos, por exemplo, ele faz um pouco de dança antes de jogar Pac-Man, quando o jogo joga o seu tema. assistente pessoal Stratton, Kate Summers (interpretada por Erin Gray), foi muitas vezes a voz da razão. papel de Kate adicionou tensão para o show e um incentivo para Edward agir de forma mais madura (pelo menos algumas vezes). Edward e Kate tiveram uma vontade em que relações que deram origem aos dois de namoro e mais tarde a tornar-se casados na terceira temporada.

## Elenco

### Elenco Principal
- Ricky Schroder - Ricky Stratton
- Joel Higgins - Edward Stratton III
- Erin Gray - Kate Summers Stratton
- Leonard Lightfoot - Leonard Rollins (1982-1983)
- Franklyn Seales - Dexter Stuffins (1983-1987)
- Jason Bateman - Derek Taylor (1982-1984)
- Corky Pigeon - Freddy Lippincottleman (1983-1986)
- Alfonso Ribeiro - Alfonso Spears (1984-1987)
- Bobby Fite - J.T Martin (1983-1984)
- John Houseman - Grandfather Edward Stratton II
- Ray Walston - Uncle Harry Summers (1985)
- Billy Jacoby - Brad (1985-1986)
- Christine Belford - Evelyn Bluedhorn Stratton (1983-1986)

### Elenco De Apoio
Durante os primeiros anos da série, Ricky conhece Derek Taylor (Jason Bateman, aparecendo 1982-1984) e Freddy Lippencottleman (Corky Pigeon, aparecendo 1983-86). Eles entram em um monte de problemas e aprendem muitas lições da infância ao longo do caminho. Jason Bateman levou popularidade como Derek e levou os produtores de Silver Spoons a dar-lhe o seu próprio veículo, It's Your Move, em 1984 (como um personagem diferente, mas similar).
A procuração original de Edward era Leonard Rollins (Leonard Lightfoot), que partiu depois da primeira temporada, e foi substituída pelo apropriadamente chamado Dexter Stuffins (Seales Franklyn), que era um pouco mais abafado e erudito que Leonard que tinha sido. Dexter permaneceu pelo resto da série, e se juntou a ele no segundo semestre de 1984, foi o quadril breakdancing o sobrinho Alfonso Spears (Alfonso Ribeiro), que se tornou o novo melhor amigo de Ricky. Outros amigos de Ricky é visto ao longo do tempo foram bad boy JT Martin (Bobby Fite) na segunda temporada, uma vez Ricky, Freddy e Alfonso estavam na escola, seu círculo foi completado por Brad (Billy Jacoby) na quarta temporada, a reintrodução do tipo de "bad boy" caráter originado por JT Nesse mesmo ano, enquanto Kate e Edward ajustado à vida de casada, tio doddering Kate, Harry Summers (Ray Walston), se mudou para a mansão Stratton por um tempo.

### Participações Especiais
- Lyle Alzado
- Christina Applegate
- Pearl Bailey
- Gary Coleman (Em um cruzamento de Different Strokes como Arnold Jackson)
- David Horowitz
- Whitney Houston
- Bruce Jenner
- Tommy Lasorda
- Joey Lawrence
- Jonna Lee
- Menudo
- Tip O'Neill
- Matthew Perry
- Sharon Stone
- Mr. T
- Ray Walston

### Questões Abordadas
Embora em grande parte uma comédia, Silver Spoons comumente abordados alguns problemas que afectam as pessoas usando o "episódio muito especial" formato.
- No episódio 1 ª Temporada "Mr. T and Me", a questão dos valentões da escola quando foi abordado que Ricky está sendo atormentado por um valentão e Edward decide contratar um guarda-costas de Ricky (interpretado por Mr. T).
- No episódio 1 ª Temporada de "O Grande Computador Caper", Ricky e amigo Arnold Jackson (Gary Coleman, interpretando seu personagem Different Strokes em um episódio de crossover) invadem um computador e acessa os planos militares para um caça a jato ultra-secreto . Eles logo descobrem que eles podem ser culpados de traição e tentativa de fugir de casa para evitar a punição.
- No episódio 1 ª Temporada "O Natal melhor de sempre", falta de moradia foi abordada quando Ricky descobriu uma família vivendo em uma caverna na propriedade de seu pai, com um futuro Gimme Break! e estrela Blossom Joey Lawrence.
- Na 2 ª temporada episódio "Poupe o bastão", Ricky descobre que seu amigo Toby (Meeno Peluce) é espancado por seu pai. O final do episódio revela que o pai também é uma vítima de abuso infantil.
- No 3 "Trouble with Words" episódio da terceira temporada, Afonso está fazendo mal na escola, e um professor (interpretado pelo atleta olímpico Bruce Jenner) ajudá-lo, descobrindo que Afonso tem dislexia, uma condição que provoca a mente para reter informações de forma diferente, e as letras são vistos de uma maneira diferente, geralmente para trás.
- No episódio da 3 ª Temporada "The Babysitters", Ricky suspeita que uma menina que está de babá foi sequestrada pelo pai. Muitos casos de crianças desaparecidas envolveram crianças que foram raptadas por um dos seus pais ou parentes.
- No episódio de duas partes da 4ª temporada "One for the Road", Ricky vai a uma festa e é pressionado a beber pelo seu amigo. Mais tarde, ele descobre que seu amigo tem um problema com a bebida e tenta ajudá-lo.
- No episódio da 4 ª Temporada "Papai Rick", o tema da gravidez na adolescência é abordada quando Ricky está emparelhado com uma menina em um projeto de casamento simulado na escola e descobre que sua parceira está grávida, tanto no projeto de casamento simulado e na vida real.

### Música Tema
A música tema do programa intitulada "Together" foi escrita por Rik Howard e Bob Wirth. A versão original foi acompanhada principalmente pelo violão. Duas outras versões do tema foram utilizados durante a temporada do espetáculo. Uma versão sintetizada foi utilizado em 1985, quando todos os outros da embaixada da série de televisão (The Facts of Life e Diff'rent Strokes incluído) modificou os seus créditos de abertura. A terceira versão do tema, uma versão rock, foi introduzido em 1986, quando mudou-se para o show de sindicação de primeira execução, com vocais de Ex-The Archies Ron Dante.

### A Mansão Stratton
O tijolo da mansão Tudor period mostrado nos créditos de abertura é realmente uma residência particular, localizada em Warwickshire, Inglaterra. A casa elaborada, chamada Compton Wynyates, foi construído em 1481. Antes de Silver Spoons, que foi utilizada no filme da Disney de 1977, Candleshoe, estrelado por Helen Hayes, Jodie Foster e David Niven. A fachada da mansão foi destaque novamente no filme de 1978, Death on the Nile, como a casa de campo da nova herdeira Linnet Ridgeway. Em 1997, Compton Wynyates foi destaque na segunda narrativa da Iain Pears, An Instance of the Fingerpost.

### Reprises e Sindicação
Reprises de Silver Spoons exibidas na programação diurna da NBC, de abril a setembro de 1985. A série não foi em sindicação regular desde meados de 1990, com exceção de algumas exibições de episódios de seleção no Nick at Nite, em 2001 e 2005.
Alguns da biblioteca do programa da Sony Pictures Television (incluindo Silver Spoons) tinha sido adquirida pela ION Television em agosto de 2006. No entanto, nunca o show apareceu na rede. O show também está disponível na TV a cabo Comcast digital On Demand, serviço a partir de 19 de setembro de 2006. WWME de Chicago ("Me TV"), atualmente vai ao ar dois episódios de nas tardes de sábado.
A primeira temporada também está disponível para compra por episódio ou temporada no iTunes. Em 2008, o vídeo sob demanda popular sites Hulu e YouTube começou a ser exibida a versão do sindicado da primeira temporada de Silver Spoons.

### Lançamento Do DVD
Em 19 de junho de 2007, a Sony Pictures Home Entertainment lançou a primeira temporada de Silver Spoons em DVD na região 1. Não se sabe se os restantes das 4 temporadas será lançado em algum ponto.